# نخر لاوعائي
النخر اللاوعائي (بالإنجليزية: Avascular necrosis)‏ ويختصر إلى AVN، ويُسمى أيضا هشاشة العظام أو احتشاء العظام، النخر غير الملوث، نخر العظام الإسكيمي. هو موت الأنسجة العظمية بسبب نقص الإمداد الدموي. قد لا تكون هناك أعراض في المرحلة المبكرة من المرض، قد يتطور ألم المفاصل تدريجياً مما قد يحد من القدرة على الحركة. قد تشمل المضاعفات انهيار العظام أو سطح المفصل القريب.
تشمل عوامل الخطر كسور العظام، واضطرابات المفاصل، وإدمان الكحول. قد تحدث الحالة أيضًا دون أي سبب واضح. العظام الأكثر شيوعا المتضررة هو عظم الفخذ. وتشمل المواقع الشائعة الأخرى عظم الذراع العلوي والركبة والكتف والكاحل. يتم التشخيص عادةً عن طريق التصوير الطبي مثل الأشعة السينية أو الأشعة المقطعية أو التصوير بالرنين المغناطيسي. تستخدم الخزع بشكل نادر.

## الأسباب
هناك الكثير من النظريات حول أسباب النخر اللاوعائي. وعوامل الخطر المقترحة تشمل الإدمان على الكحول، الاستخدام المفرط للستيرويد، بعد إصابات الحوادث،  الشلل الغواص، انضغاط الأوعية الدموية،  ارتفاع ضغط الدم والتهاب الأوعية الدموية، انسداد الشرايين والتخثر، والتعرض للإشعاع، المعالجة بالبايفوسفونيت (وخاصة عظام الفك)،  فقر الدم المنجلي، ومرض جوشر. وفي بعض الحالات هو مجهول السبب. التهاب المفاصل الروماتيزمي والذئبة هي أيضا من الأسباب الشائعة للنخر اللاوعائي. أيضا التعرض المتكرر لضغط عالي ولفترات طويلة (كما هو الحال مع الغواصين والضفادع البشرية) مرتبط بالنخر اللاوعائي، على الرغم من أن العلاقة ليست مفهومة.

## الموت الخلوي وإعادة الإصلاح
الخلايا المكونة للدم هي الأكثر حساسية لنقص الأكسجين وهي أول ما يموت عند انخفاض أو منع إمدادات الدم، وعادة يحدث ذلك في غضون 12 ساعة. الأدلة التجريبية تشير إلى أن الخلاية العظمية، (خلية عظمية، خلية ناقضة للعظم، وخلية بانية للعظم... الخ) تموت في غضون 12-48 ساعة، اما الخلايا الدهنية لنخاع العظام تموت في غضون 5 أيام.
عند إعادة إمداد الأوكسجين للخلايا، تتم إعادة إصلاح العظام على مرحلتين؛ أولا، تكوين الأوعية الدموية وتحرك الخلايا النسجية غير المتمايزة من الأنسجة العظمية الحية المجاورة لتنمو في نخاع العظام الميت، فضلا عن دخول الخلايا المبلعمة التي تلتهم بقايا الخلايا والدهون الميتة. ثانيا، تمايز الخلايا النسجية إلى خلايا بانية للعظمأو خلايا ليفية. في ظل ظروف مواتية، تشكل ما تبقى من مكونات معدنية غير عضوية إطارا لإنشاء نسيج عظمي جديد سليم وظيفيا.

## الصورة السريرية
على الرغم أن المرض يمكن أن يؤثر على أي عظام، وأن نصف الحالات يظهر فيها تضرر مناطق متعددة، إلا أن النخر اللاوعائي يؤثر في المقام الأول على المفاصل في الكتف والركبة والأوراك.
النخر اللاوعائي يؤثر بشكل كبير على نهايات (كردوس أو منطقة النشأ العظمي) العظام الطويلة مثل عظمة الفخذ (عظمة تمتد من مفصل الركبة حتى مفصل الورك). من المواقع الأخرى الشائعة العضد (عظم الذراع العلوي)، الركبتين،  الكتفين، الكاحلين والفك. المرض قد يصيب عظمة واحدة فقط، أو عظام متعددة في نفس الوقت، أو عظام مختلفة في أوقات مختلفة. النخر اللاوعائي عادة يصيب الأشخاص في السن بين 30 و50 سنة، ونخر رأس عظمة الفخذ يصيب ما بين 10.000 إلى 20.000 شخص سنويا في الولايات المتحدة. عندما يصيب المرض رأس عظمة الفخذ في الأطفال، يؤدي إلى ما هو معروف بمتلازمة ليج-كالفي-بيرث.

## التشخيص

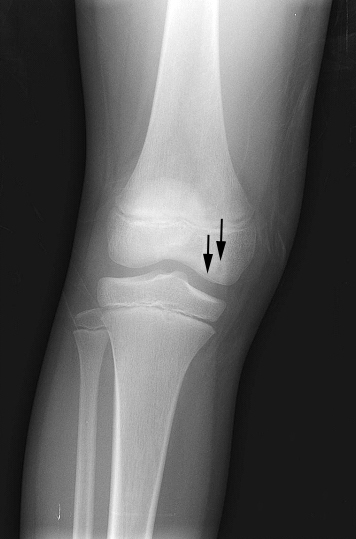
آشعة سينية أمامية لركبة مراهق (الكردوس مفتوح): الأسهم تشير إلى نخر لاوعائي وتكوين التهاب عظم وغضروف مسلخ في الجزء الخارجي من اللقمة الأنسية لعظمة الفخذ.

عادة ما يقوم أطباء العظام بتشخيص المرض، إلا في حالة إصابته للفكين، حيث يتم تشخيصه في هذه الحالة بواسطة أطباء الأسنان وجراحي الوجه والفكين.
التصوير الومضاني للعظام والرنين الغناطيسي هما الوسيلتان الأفضل لتشخيص المرض في مراحله المبكرة.
صور الأشعة السينية عادة ما تبدو طبيعية في تلك المراحل المبكرة. بينما تبدو المناطق المصابة معتمة نسبيا في المراحل اللاحقة نتيجة لارتشاف الأنسجة العظمية الحية المجاورة بسبب رد الفعل الاحتقاني. العظام النخرية نفسها لا تزيد عتامتها الإشعاعية، لأن العظم الميت لا يمكن أن يخضع لارتشاف العظم الذي تقوم به خلايا الأستيوكلاست الحية. من العلامات التي تظهر في الآشعة في وقت متأخر أيضا منطقة منفذة للآشعة بعد انهيار المنطقة التحت غضروفية للعظم (علامة الهلال) ومناطق حلقية معتمة ناتجة عن تصبن وتكلس دهون نخاع العظام بسبب الاحتشاء النخاعي.

## العلاج
النخر اللاوعائي شائع بشكل خاص في مفصل الورك. هناك أساليب متعددة تستخدم لعلاج النخر اللاوعائي هذه الأيام، الأسلوب الأكثر شيوعا هو استبدال الورك. ولكن هذا الأسلوب له العديد من الجوانب السلبية مثل طول الوقت اللازم للشفاء وقصر العمر المتوقع. لذلك فهو وسيلة فعالة للعلاج في المسنين، إلا ان الأطباء يخجلون من استخدامها في المرضى الأصغر سنا نظرا للأسباب المذكورة أعلاه. هناك وسيلة أخرى جديدة وواعدة وهي استبدال سطح مفصل الورك، أو الاستبدال بمعدن فوق معدن. وهي شكل من أشكال استبدال الورك، ولكن في هذا الإجراء يتم إزالة رأس عظمة الفخذ فقط على عكس عملية استبدال الورك التي يتم فيها إزالة كامل الرقبة. الاستبدال بمعدن فوق معدن لا تزال تجريبية في أمريكا لكنها أقرت في بريطانيا العظمى باعتبارها بديلا ممتازا لعملية استبدال الورك.إلا انها قد لا تكون مناسبة في جميع الحالات من النخر اللاوعائي، مدى ملاءمتها يعتمد على مقدار الضرر الذي وقع في رأس عظمة الفخذ للمريض.
العظام تخضع باستمرار للتغيير أو إعادة التشكل. يتم تكسير العظام بواسطة الخلايا الناقضة للعظم واعادة بنائها من قبل الخلايا البانية للعظام. أيضا يصف بعض الأطباء بيسفوسفونايتس (على سبيل المثال أليندرونات) مما يقلل من معدل تكسير العظام بواسطة الخلايا الآكلة، وبالتالي منع الانهيار (وبالتحديد من الورك) بواسطة النخر اللاوعائي.
هناك وسائل علاج أخرى تشمل تخفيف الضغط المحوري حيث يخفف الضغط الداخلي للعظام عن طريق حفر حفرة في العظم، أو زرع رقاقة عظمية حية وجهاز كهربائي لحفز نمو الأوعية الدموية الجديدة، أو طعم الشظية الوعائي، وهو عبارة عن إزالة جزء من عظمة الشظية مع إمدادات الدم الخاصة بها، وزرعها في رأس الفخذ.
تقدم المرض قد يمكن إيقافه عن طريق زرع خلايا ذوات النوى من نخاع العظم في آفات التنخر اللاوعائي بعد إزالة الضغط المحوري، إلا أن إرساء هذه التقنية يحتاج إلى المزيد من الأبحاث.

## النتائج المحتملة للمرض
مقدار العجز الذي ينجم عن التنخر اللاوعائي يعتمد على الجزء المصاب من العظم، المساحة التي طالها المرض، ومدى كفاءة العظم في إعادة بناء نفسه. عملية إعادة بناء العظام تحدث بعد الإصابات كما تحدث أثناء النمو الطبيعي أيضا. في الطبيعي، تخضع العظام لعملية تكسير وإعادة بناء مستمرة، حيث يتم ارتشاف النسيج العظمي القديم واستبداله بنسيج عظمي جديد. هذه العملية تحافظ على الهيكل العظمي قويا وتساعده في الحفاظ على توازن المعادن. إلا أن عملية الشفاء عادة ما تكون غير فعالة أثناء الإصابة بالنخر اللاوعائي، وتكون عملية تكسير العظم أسرع من قدرة الجسم على إعادة البناء. إذا تركت دون علاج، يتقدم المرض، مؤديا إلى انهيار العظام،  وتكسير أسطخ المفاصل،  مما يؤدي إلى ألم والتهاب المفاصل.

## المشاهير الذين أصيبوا بالمرض
وضع مرض النخر اللاوعائي نهاية مبكرة لحياة النجم الرياضي بو جاكسون في ملاعب كرة القدم وكرة القاعدة.
ومن نجوم الرياضة الذين عانوا من ذلك المرض أيضا مهاجم دوري كرة القدم الأميركي السابق جاريسون هارتس والدراج فلويد لانديس، لاعب وسط دوري كرة القدم الأميركي بريت فافر، والمصارع المحترف «سوبر ستار» بيلي غراهام، المصارع جو هيت، واللاعب الذي اختير كأفضل ناشئ لفريق مينيسوتا لينكس: بن دفوراك، ولاعب كرة السلة في الدوري الاميركي للمحترفين خورخي جارباخوسا، حارس مرمى دوري الهوكي الأمريكي راي ايمري، ولاعب الجمباز جيد باربوسا.
وبالإضافة إلى الرياضيين المذكورين، أصاب النخر اللاوعائي إدوارد فان هالين، عازف الجيتار الأساسي لفرقة الروك فان هالين، و إد غراهام عازف الدرامز لفرق [[داركنس و ستون جدز، بالإضافة إلى ميكي دولينز، عازف الدرامز والمغني في فرقة ذا مانكيز.]]
الدراسات التي أجريت مؤخرا لمعرفة سبب وفاة توت عنخ آمون ترجح بأن هذا المرض قد يكون عاملا في وفاة الفرعون.

## معرض صور

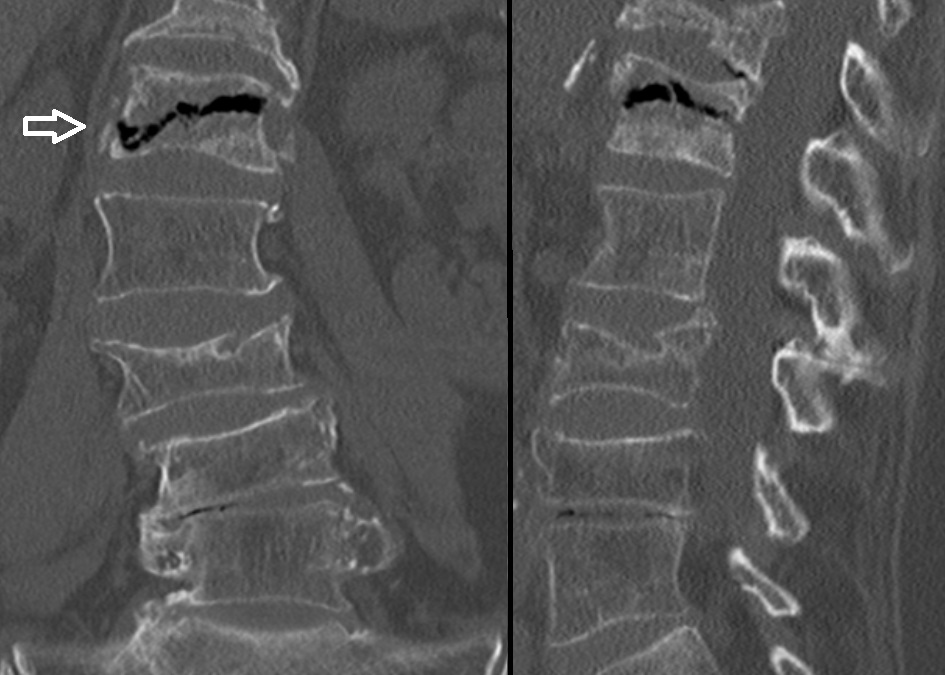
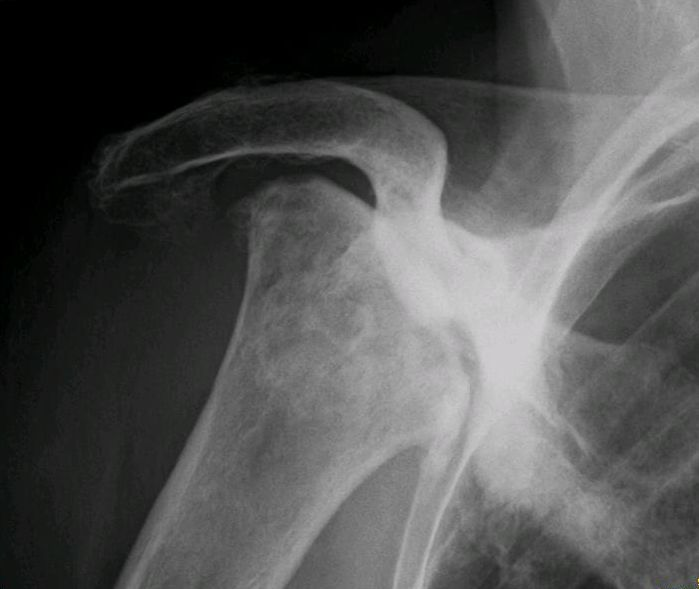
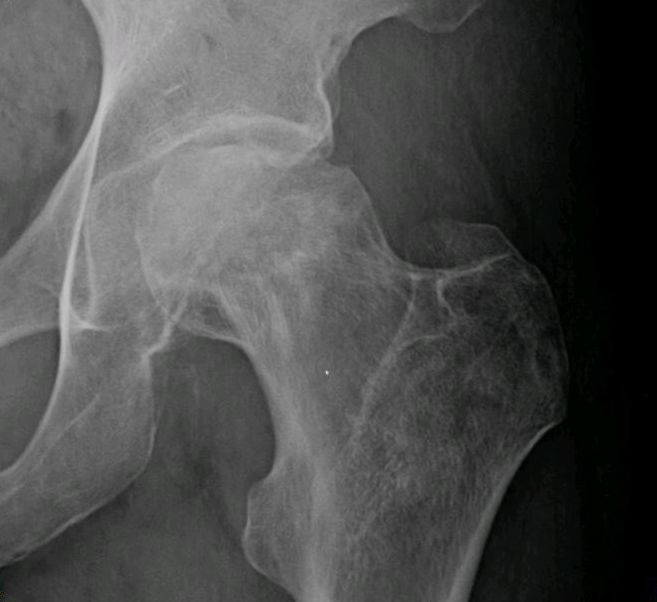
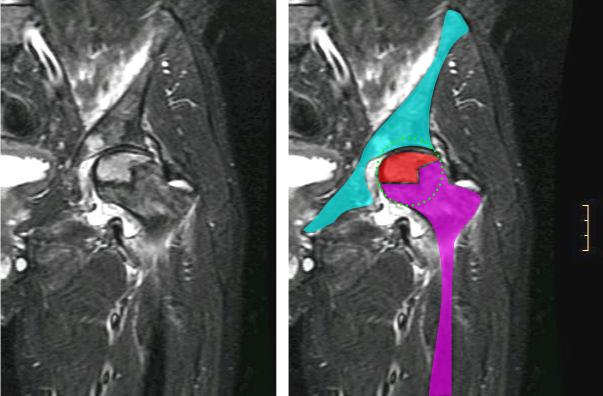

## وصلات خارجية
- تنخر العظم / النخر اللاوعائي في المعهد الوطني للصحة
- تنخر العظم النخر اللاوعائي / في دليل ميرك للمرضى
- تنخر العظم النخر اللاوعائي / في دليل ميرك للمهنيين الطبيين
- نخر رأس الفخذ اللاوعائي في eMedicine
- مركز بحوث مرض التنخر
- مؤسسة تنخر العظمالوطنية
- موارد النخر اللاوعائي
- التعامل مع نخر العظام تجربة حياتية حقيقية مع وصلات جيدة في التعليقات.